# 冷面梟雄
是一部2012年的美國傳記犯罪驚悚電影，改編自惡名昭彰的殺手李察·庫克林斯基的真實故事。本片由艾里爾·弗羅門執導，主演是米高·沙朗，飾演李察·庫克林斯基，其他演員有雲露娜·維達、基斯·伊雲斯和雷·李歐塔。本片於2012年在威尼斯電影節上公映。
《冷面梟雄》在2012年特柳賴德電影節和2012年多倫多國際影展上映，之後於2013年5月3日在美國進行有限上映。5月17日在美國增加至更多電影院播放本片。9月3日發售本片的DVD。

## 演員
- 米高·沙朗 飾 李察·庫克林斯基（英语：Richard Kuklinski）
- 雲露娜·維達 飾 Deborah Kuklinski（這角色基於Barbara Kuklinski）
- 基斯·伊雲斯 飾 Robert 'Mr. Freezy' Pronge[3]（這角色基於Robert "Mister Softee" Pronge）
- 雷·李歐塔 飾 羅伊·德梅（英语：Roy DeMeo）
- 占士·法蘭高 飾 Marty Freeman
- 大衛·史威默 飾 喬許·羅森堡（英语：Chris Rosenberg）
- 斯蒂芬·多爾夫 飾 Joseph Kuklinski
- 艾琳·康明絲（英语：Erin Cummings） 飾 Ellen
- 勞勃·戴維 飾 倫納德·馬克斯（英语：Anthony Gaggi）
- 維羅妮卡·羅薩蒂（英语：Weronika Rosati） 飾 Livi
- 約翰·文堤米利亞（英语：John Ventimiglia） 飾 Mickey Scicoli
- 克莉絲塔·坎貝兒（英语：Christa Campbell） 飾 Adele
- Eduardo Yanez 飾 Dominick Provenzano
- Vincent Fuentes 飾 JC
- Ashlynn Ross 飾 Alex
- Steven Hinckley 飾 獄警

## 外部連結
- Official website
- AllMovie上《The Iceman》的资料（英文）
- 互联网电影数据库（IMDb）上《The Iceman》的资料（英文）
- Metacritic上《The Iceman》的資料（英文）
- Box Office Mojo上《The Iceman》的資料（英文）
- 爛番茄上《The Iceman》的資料（英文）